# Дачне (Білорусь)
Да́чне  (трансліт.: Dačnaje  , рос. Дачное) (до 30 липня 1964 року — Карчма ) — село в Білорусі, у Глушанській сільській раді  Бобруйського району Могильовської області.
До 11 квітня 1960 року поселення входило до складу Римавецької сільської ради, до 20 грудня 1982 року — до Горбацевицької сільської ради, а до 22 лютого 2013 року перебувало в адміністративному підпорядкуванні Глушанської сільської ради